# Сканторп Юнайтед
«Сканторп Юнайтед» (англ. «Scunthorpe United Football Club») — професійний англійський футбольний клуб з міста Сканторп. Заснований 1899 року. Домашні матчі проводить на стадіоні «Гленфорд-Парк» місткістю 9 088 глядачів.